# Hannibal Bridge
Le Hannibal Bridge fut le premier pont construit sur la rivière Missouri, ce qui a permis à Kansas City de devenir une grande ville et un centre ferroviaire important.
Conçu par Octave Chanute, la construction du pont a commencé en 1867, peu de temps après la fin de la guerre civile américaine, pour s'achever en 1869.

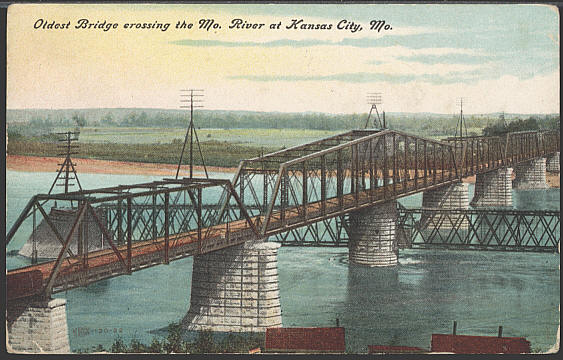
Hannibal Bridge.

En 1886, le pont a été gravement endommagé par une tornade qui a entrainé l'effondrement d'une travée médiane. Il a été reconstruit et sa structure en treillis a été modifiée d'une conception en arche en une conception en treillis traditionnelle. Il a ensuite été remplacé par un deuxième pont portant toujours le même pont quelque 60 m en amont sur la rive nord, mais au même endroit sur la rive sud.